# Sparren (Heraldik)

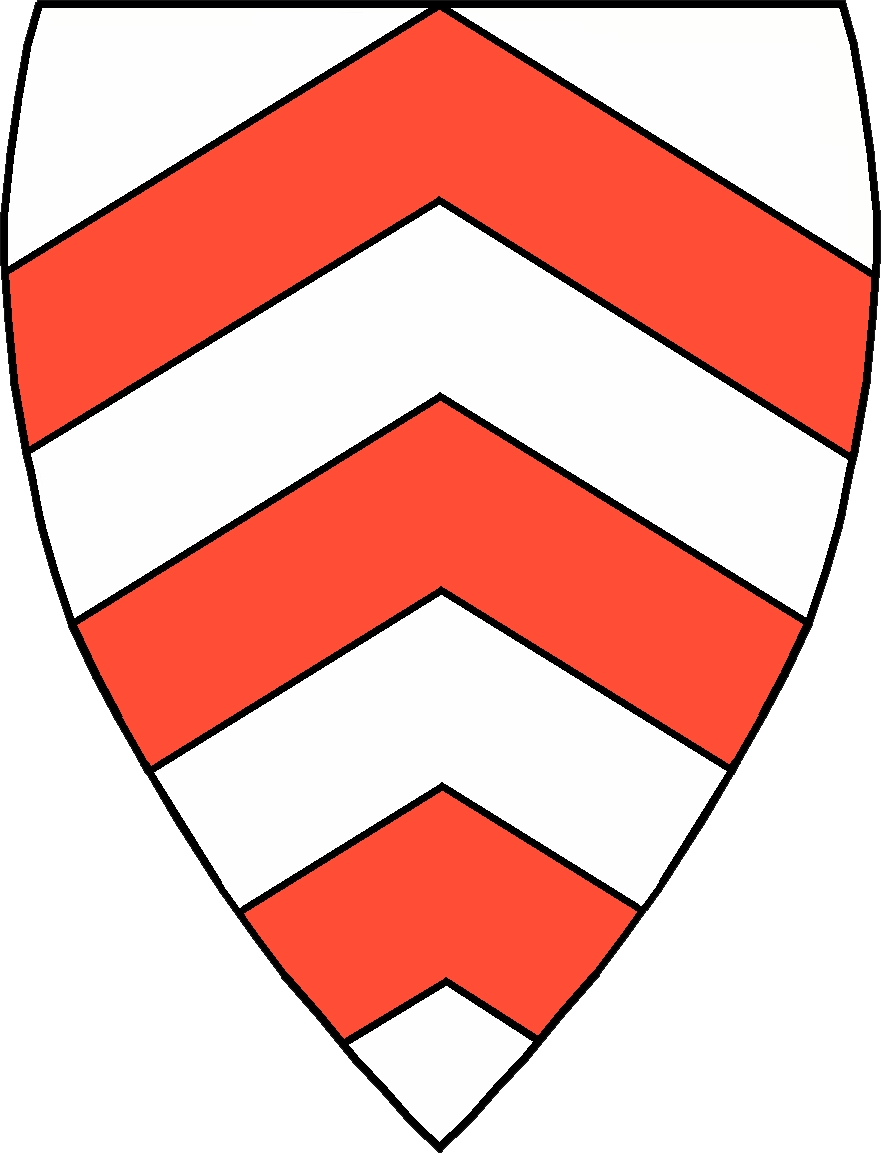
Wappen der Grafschaft Ravensberg

Unter einem Sparren (englisch und französisch: chevron) versteht der Heraldiker in der Wappenkunde das Heroldsbild, welches zwei rechts und links der gedachten Wappenmittellinie schräg abfallende, an der Spitze miteinander verbundene Balken („Sparren“) darstellt.
Verschiedene Bezeichnungen sind in alten heraldischen Büchern zu finden: „Schleife“, „Sparrenstreif“, „Dachsparren“ oder nur „Streif“. Die Begrenzungslinien zum Schildhaupt werden mit „Giebel“ bezeichnet. Unheraldisch sind „Spießbalken“ oder „Spitzbalken“ als Namen für den Sparren.

## Ausformung und Verwendung
Diese Spitze zeigt zum oberen Wappenschildrand oder bis zum Schildhaupt. Diese winklig stehenden Balken sollten als Sparren eine Breite von zwei Siebteln der Schildbreite nicht übersteigen. 
Die Spitze berührt den Schildrand und heißt dann bei der Blasonierung (Wappenbeschreibung) „Giebel“. Die Ausführung kann, genau wie beim Wappenschild, alle Farben, Formen und Figuren aufnehmen. Er kann nach allen parallel laufenden Wappenschnitten vom ganzen Schild abgeteilt sein. Heroldsbilder und gemeine Figuren sind im Sparren möglich. Viele Bezeichnungen der Sparrengestaltung werden direkt als zusammengesetztes Wort gebraucht, z. B. „Zinnensparren“. Reicht die Spitze deutlich nicht an den oberen Schildrand, ist der Sparren „gedrückt“. Endet sie unterhalb der Schildmitte, ist der Sparren „erniedrigt“. Keine direkte Randberührung wird heraldisch nicht erwähnt. 
Eine wichtige Darstellung ist der Sparren mit der nach dem Schildfuß zeigenden Spitze. Diese Sparren sind als „gestürzt“ oder „Sturzsparren“ zu blasonieren. 
Ein schmaler Sparren wird auch „Sparrenleiste“ genannt. Die Schenkel haben nur halbe Breite.
Unterschiedliche Farbgebung (Tingierung) der rechten und linken Seite der Sparenteile werden mit „gegengesparrt“ beschrieben oder mit „in verwechselten Farben“. Der Sparren hat das Aussehen, ob linke und rechte Seite gegeneinander verschoben wurde.
Bei der Verwendung des Sparrens kann auch von einer „Sparrenteilung“ gesprochen werden, da der Schild mindestens in ein oberes und ein unteres Feld geteilt wird (bei mehreren Sparren sinngemäß). Diese müssen aber ab einer gewissen Zahl schmaler gezeichnet werden, um die Proportionen zu wahren. 
Sparren können nebeneinander und/oder auch gegeneinander gleichzeitig im Wappen sein (z. B. Herren von Eppstein, Grafen von Hanau, Grafen von Ravensberg).
Ist der Sparren unterbrochen, wird dieser mit „gebrochen“ beschrieben. Diese Formulierung ist auch für andere mit einem Schnitt geteilte Heroldsbilder verbindlich.
Ist die Spitze eines erniedrigten Sparrens abgeflacht oder abgeschnitten, ist es ein „gestutzter“ Sparren.

## Beispiele

Absberg: eingebogener Sparren
Aesch bei Birmensdorf: drei schwebende, gestürzte rote Sparren
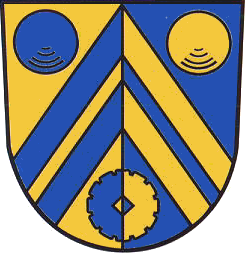
Ballhausen: Doppelsparren – gegengesparrt (in verwechselten Farben)
Bielefeld: drei rote Sparren für die Grafschaft Ravensberg
Bovenau: stufengiebelförmig geteilt
Braunschweig-Wenden: gespalten von Schwarz und Silber, zwei Sparren in verwechselten Farben
Cousolre: drei schwarze Sparren auf Gold
Deiningen: ein Seitengegensparren in verwechselten Farben
Drochtersen: zwei rote Sparren in Stufenform
Hanauische Sparren, so in der Grafschaft Hanau-Münzenberg
Knokke-Heist: ein roter Sparren auf goldenem Grund
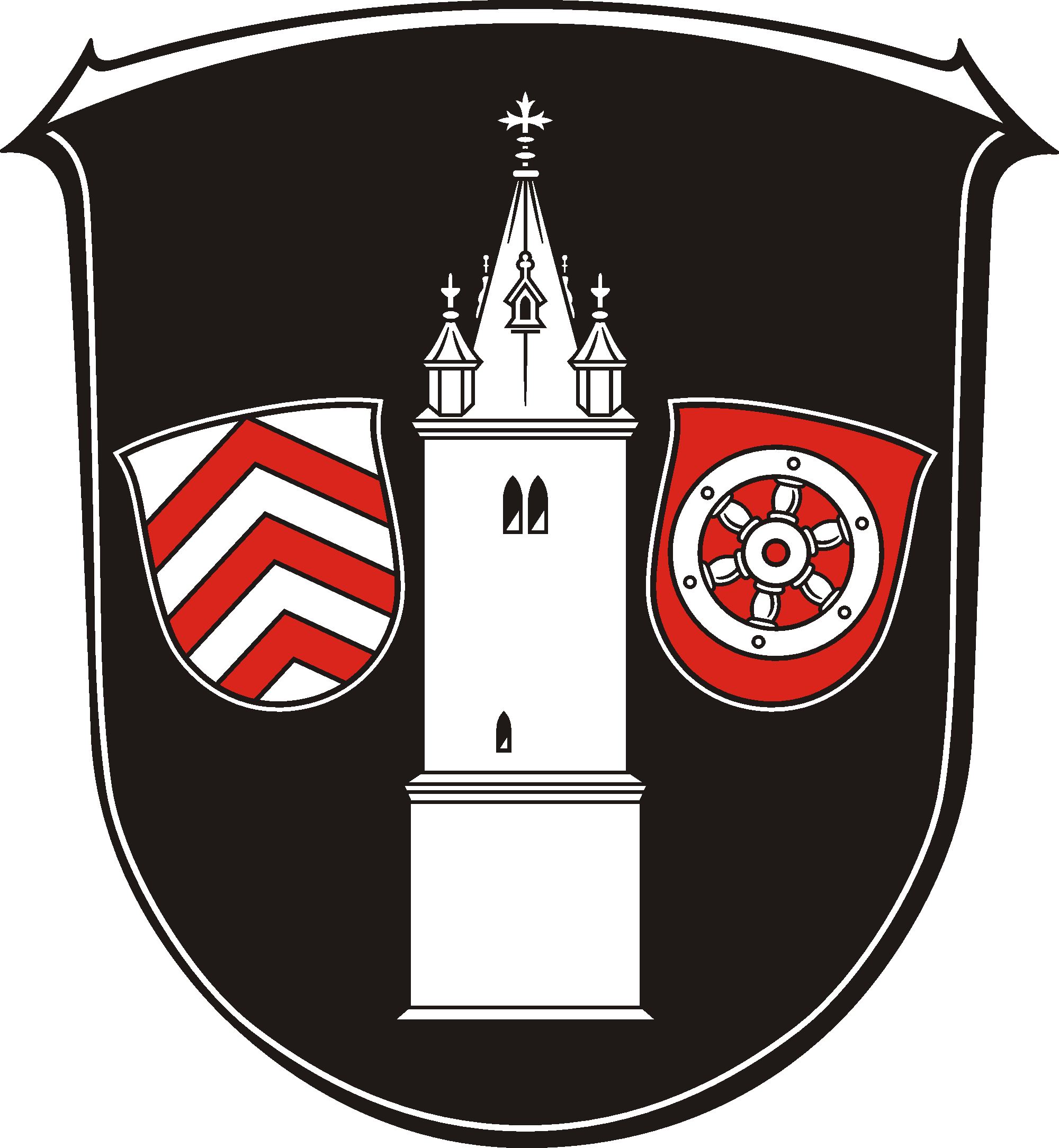
Nieder-Roden: Eppsteiner Sparren
Nordleda: aufrechter Sparren auf dem Schildfuß
Ostrohe: Sparrenleiste
Piteå (Landgemeinde, bis 1966): Sparren
Plattenburg: gemauerter Stufengiebel
Verbandsgemeinde Saarburg: Wellensparren
Wallerstein: geteilt von Rot und Gold, darin ein silberner Gegensparren
Bad Wünnenberg: rote Rautensparren